# Vila Hanse Petschka
Vila Hanse Petschka stojí v Praze 6-Bubenči v ulici Romaina Rollanda a je v majetku Ruské federace.

## Historie
Stavitel Matěj Blecha postavil roku 1913 v Bubenči vilu pro paní Marii Bondyovou, manželku emeritního presidenta Obchodní a živnostenské komory Leona Bondyho. Velký, symetrický, dvoupodlažní dům s polozapuštěným suterénem měl v přízemí vstupní halu s kulečníkem, do které se vcházelo po několika schodech. Nalevo od haly se nacházela jídelna s kuchyní a přípravnou, napravo salon rozdělený do dvou částí a spojený s pokojem domácí paní. Jídelna a salon byly umístěny ve vysunutých oblých arkýřích situovaných k jihu.
V patře ložnice tří synů, koupelna a salon směřovaly k severu, ložnice paní a pána s šatnou k východu. Podkroví zaplnily tři místnosti s knihovnami, pokoje pro služky a pokoj pro hosta.
Klasicistní dům se vstupním rizalitem s měkkou markýzou měl přes obě patra vysoké okno osvětlující schodiště. Okno lemovaly dva toskánské pilastry, čelní stěně dominoval trojúhelníkový štít. Do zahrady nebyl přímý vstup.
Roku 1927 již vlastnil vilu Hans Petschek (nar. 1895), nejmladší syn Isidora Petschka. Přestavbu domu navrhl architekt Adolf Foehr - v přízemí zvětšil halu, doplnil ji slavnostním schodištěm a tyto prostory propojil se zahradou přes širokou terasu. Kuchyně v suterénu byla zrušena a do pokoje paní vpravo od haly byla umístěna knihovna. Další změny jako rozšíření salonu zaobleným půlkruhovým arkýřem, obrácení poloh všech ložnic v patře a jejich doplnění o vlastní koupelnu a šatnu, nová terasa u pokoje pána a dlouhé balkony v podkroví znamenaly nejen velký zásah do dispozice původního domu, ale i prostor k jeho modernizaci.
Změnila se i vnější podoba vily. Nová cihlová fasáda s nárožími armovanými kameny, zvětšená okna doplněná klasicistními šambránami s klenákem, balkony a terasy s kuželkovým zábradlím a vstup s předsazeným sloupovým portikem přibližoval vzhled vily k ostatním moderním zámeckým vilám postaveným v Bubenči rodinou Petschků.

### Po roce 1938
Rodina Petschkova opustila Československo roku 1938 ještě před nástupem nacismu. Vila byla roku 1944 přestavěna na bytový dům architektem Rudolfem Čiklem. Po roce 1948 připadla diplomatickým službám a roku 1974 prošla další přestavbou (výrobní družstvo Stavba Praha). V projektu družstva byla uvedena poznámka: "veškeré bourací práce provádět s ohledem na zachování neporušeného interiéru".
Po roce 1945 se Hans Petschek neúspěšně snažil získat nemovitost zpět. Vila je v majetku Ruské federace.